# Tętnica krezkowa górna

Tętnice krezkowe i ich gałęzie

Tętnica krezkowa górna (łac. arteria mesenterica superior) – w anatomii człowieka tętnica jamy brzusznej należąca do nieparzystych gałęzi trzewnych aorty brzusznej. Rozpoczyna się z przedniej strony aorty tuż poniżej punktu odejścia pnia trzewnego, na poziomie pierwszego kręgu lędźwiowego lub jego dolnej granicy, powyżej punktu odejścia tętnicy krezkowej dolnej.
Tętnica krezkowa górna oddaje następujące odgałęzienia:
- tętnica trzustkowo-dwunastnicza dolna
  - gałąź przednia (ramus anterior)
  - gałąź tylna (ramus posterior)
- tętnice jelita czczego
- tętnice jelita krętego
- tętnica krętniczo-okrężnicza
  - tętnica kątnicza przednia, inaczej gałąź przednia jelita ślepego
  - tętnica kątnicza tylna, inaczej gałąź tylna jelita ślepego
  - tętnica wyrostka robaczkowego
  - gałąź jelita krętego (ramus ilealis)
  - gałąź okrężnicza (ramus colicus)
- tętnica okrężnicza prawa
- tętnica zgięcia prawego
- tętnica okrężnicza środkowa
- tętnica brzeżna okrężnicy, inaczej tętnica przyokrężnicza, łuk brzeżny okrężnicy.

Zakres unaczynienia obejmuje dolną część dwunastnicy, całe jelito czcze, jelito kręte, kątnicę i wyrostek robaczkowy, okrężnicę wstępującą i początkowe dwie trzecie okrężnicy poprzecznej. Z narządów zaopatrywanych przez tętnicę krezkową górną krew odpływa żyłą krezkową górną do żyły wrotnej wątroby.